# Dámaso Rodríguez Martín

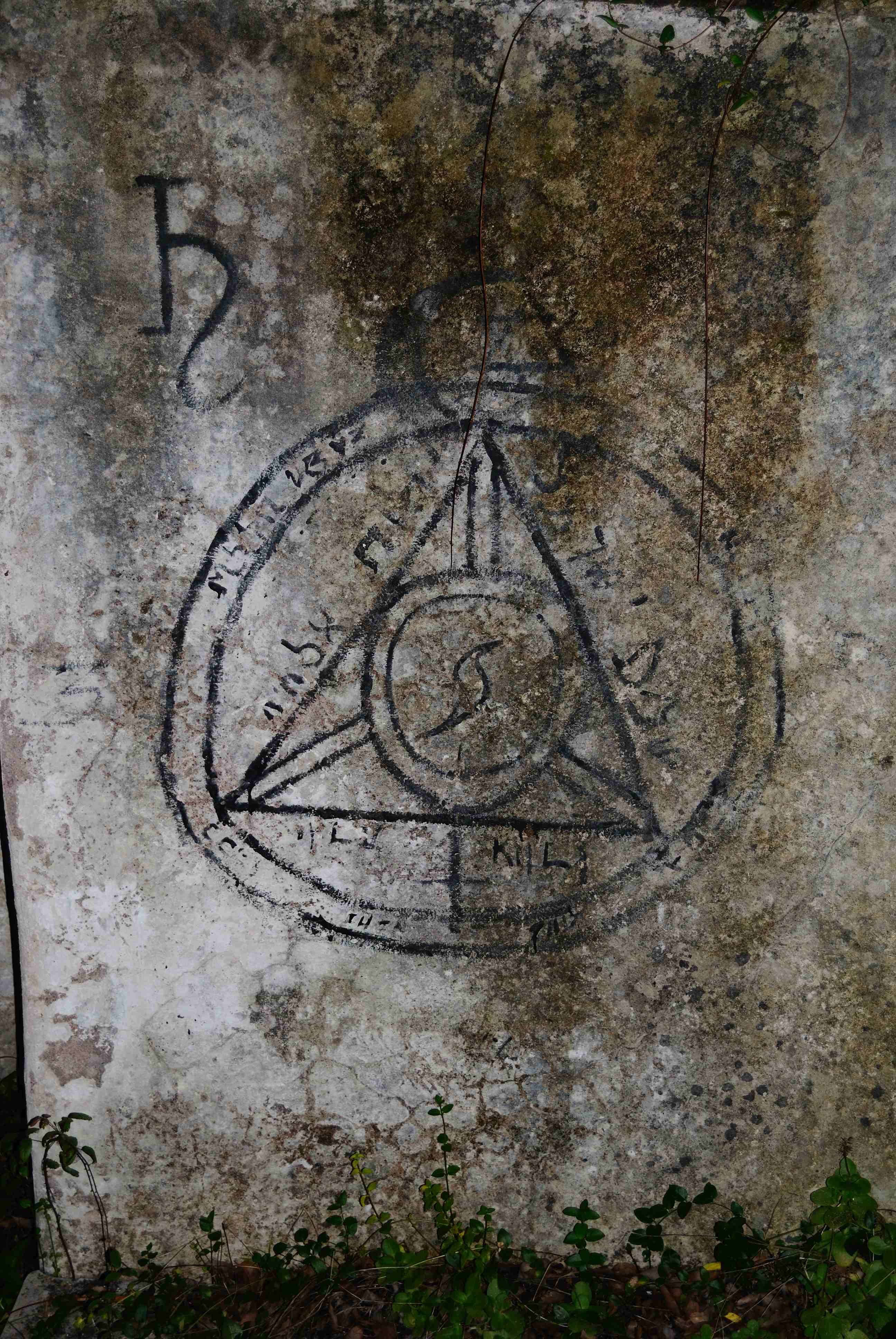
Magisches Symbol im Haus, wo sich Dámaso Rodríguez Martín versteckte.

Dámaso Rodríguez Martín (* 11. Dezember 1944, auf Teneriffa; † 19. Februar 1991 im Anaga-Gebirge, Teneriffa), genannt „El Brujo“, war ein spanischer Serienmörder.
Nach seiner Flucht aus dem Gefängnis, wo er wegen Mordes, Vergewaltigung, Waffendiebstahls und illegalen Waffenbesitzes einsaß, verbreitete er im Jahr 1991 Terror in der Bergregion des El Moquinal (Anaga-Gebirge) auf Teneriffa. Er tötete ein deutsches Wandererpaar und wurde der meistgesuchte Verbrecher der staatlichen Sicherheitskräfte in Spanien. Einen Monat nach seiner Flucht wurde er von der Polizei gestellt. Er versuchte, sich mit seiner Schrotflinte zu erschießen, was ihm aber wegen der Länge der Waffe nicht gelang. Erst beim folgenden Schusswechsel mit der Guardia Civil wurde er getötet.